# Pelador

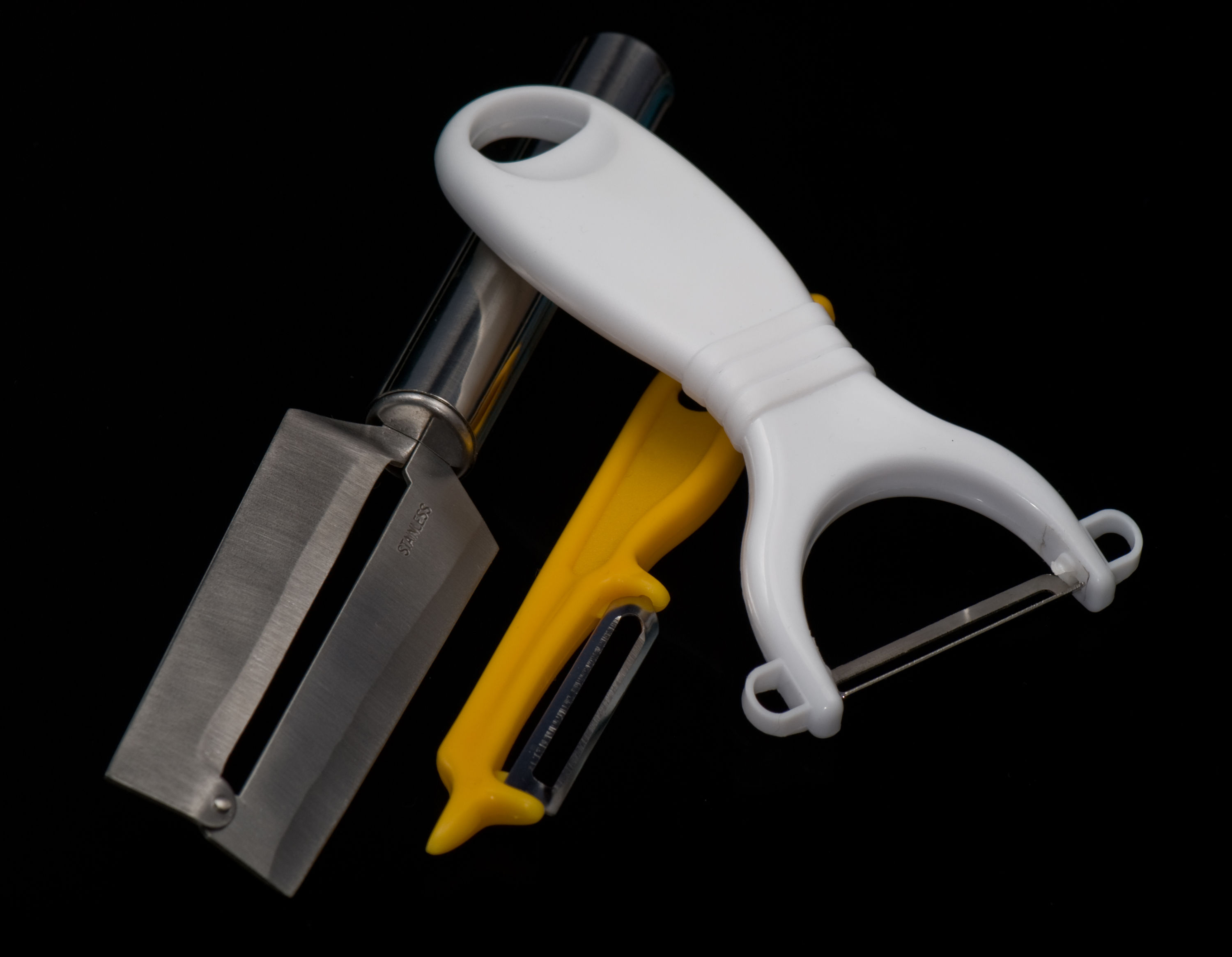
Tres tipus diferents de pelador.

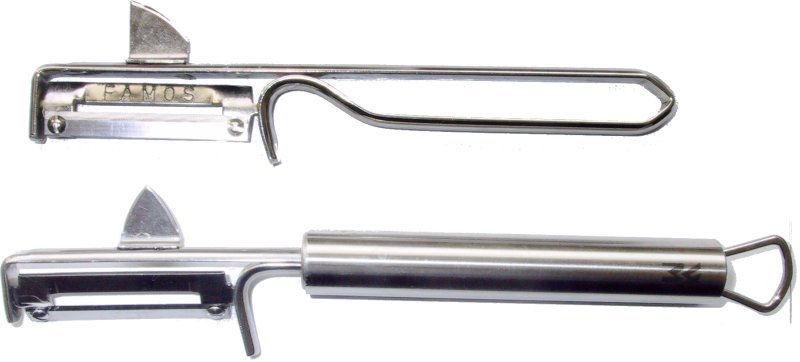
Pelador, Model "FAMOS" i algunes variants.

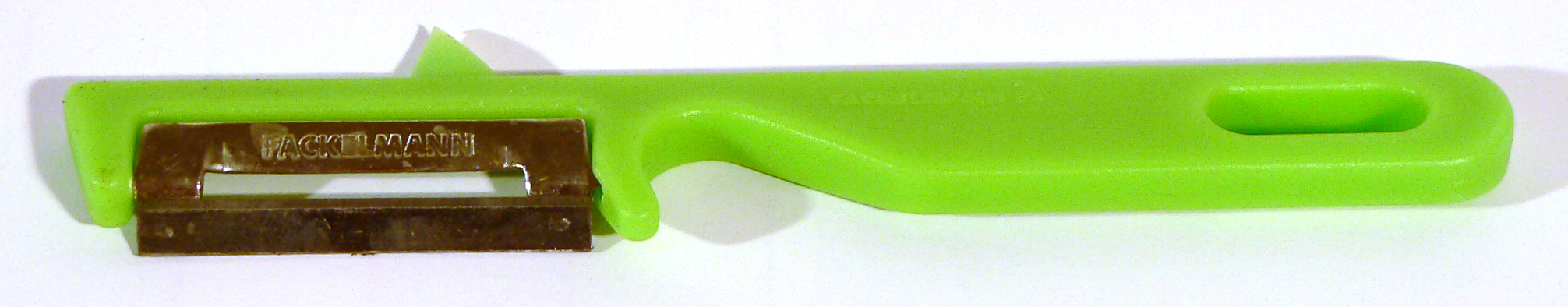
Pelador amb mànec de plàstic.

Un pelador, també anomenat pelapatates és un estri de cuina que serveix per a pelar patates o altres fruites o verdures de pell dura capaces de ser laminades, com pastanagues o pomes. Es pot dir que és una forma especial de ganivet amb el full de tallar mòbil perquè es va adaptant als contorns de les fruites i verdures la pell de les quals es vol pelar. El disseny més habitual incorpora una fulla de metall amb un forat allargat, del qual una o ambdues vores estan esmolades. Mentre una vora talla, l'altre evita que s'enfonsi massa en la fruita o verdura a pelar. D'aquesta manera, permet de tallar una capa prima i força uniforme de manera ràpida sense el perill de tallar-se o malbaratar més que necessari. Sovint incorpora una punxa per a acabar de pelar irregularitats que la fulla no abasta.
Mentre alguns peladors porten la fulla alineada amb el mànec (semblant a un ganivet), uns altres tenen el mànec en forma d'U o Y i la fulla a 90° (semblant a una maquineta de barbejar). Una variació addicional és la que incorpora una fulla fixa.
L'operació de pelar les fruites i verdures s'ha fet tradicionalment amb ganivets de fulla curta i una mica corbada, aquesta operació essent feixuga i amb risc de tallar-se, el pelador ha reeixit a triplicar la velocitat de pelada sense risc de tall dels dits.

## Història
L'inventor d'aquest aparell tan útil per a la cuina és Alfred Neweczeral, que el 1947 va patentar aquest instrument amb el nom de "REX". La família 'Alfred procedia de Neweczeral, a Suïssa. Tots van ser immigrants als EUA, el fill va ser qui va portar el negoci de Suïssa a l'empresa Zena AG, amb el model "Rex". La producció de peladors d'aquesta marca ha estat un succés puix que de l'any 1947 fins al 2000 han venut prop de 60 Milions de peces.